# Liste des cathédrales de Riga
Plusieurs confessions chrétiennes ont une cathédrale à Riga, en Lettonie :
- la cathédrale Saint-Jacques se rattache à l’Église catholique romaine ;
- la cathédrale de Riga se rattache à l’Église protestante ;
- la cathédrale de la Nativité se rattache à l’Église orthodoxe.